# 스톱!! 히바리군!
스톱!! 히바리군!은 1981년부터 주간 소년 점프에 연재된 에구치 히사시의 대표작으로, 1980년대를 대표하는 개그 만화 중 하나이다. 1983년에는 토에이에서 35화 분량의 애니메이션으로 제작되어 후지TV계를 통해 방영되었지만 문제의 소지가 있어 PTA의 항의로 방영이 중지되었다.
당시 유행했던 러브 코미디 설정이지만 여장한 남자아이를 주인공으로 하여 강렬한 개그 장르의 만화가 되었다. 소년 점프 연재 당시에는 에구치 히사시의 작화가 비약적으로 상승해 있던 시기여서 에구치가 기합을 넣어 히바리군을 귀엽게 그리면 그릴 수록 개그의 파괴력이 증가한다는 좋은 상승 작용을 하였으나, 작화의 수준을 유지하는 것이 곤란하다든지, 설정에 무리가 있다든지, 에구치가 작품을 자주 휴재하는 등의 일도 이 작품부터였다. 결국 작가는 “흰 악어가 나온 관계로 잠깐 쉽니다”라는 수수께끼의 코멘트만을 남기고 사실상 만화의 연재를 중단하였다.
잡지 연재는 결국 미완성인 채로 끝나고 (1983년), 결말이 나오지 않은 채로 20년 이상이 경과했으나 지금 다시 읽어도 재밌으면서도 불가사의한 매력을 가지는 작품이다. 에구치가 결말을 내지 않은 관계로 이야기는 무리하게 당시의 가치관에 잡히지 않은 채로 끝나 21세기의 현재가 될 때까지 신선도를 잃지 않았다고도 평가된다.
어머니를 잃고 천생 고아의 몸이 된 소년 코사쿠는 유언에 따라 어머니의 옛 친구인 오조라 이바리의 집에 몸을 맡기게 되나 오조라가는 작은 조직이지만 야쿠자, 게다가 이바리는 그 야쿠자의 두목이었다.
몸의 위험을 느끼고 도망가려는 코사쿠의 앞에 미소녀가 나타나 미소를 지었다. 한눈에 반해 버린 코사쿠는 오조라가에 생활하기로 결심했지만 그것이 행운의 끝이었다. 츠바메, 츠구미, 스즈메라는 미인들이 사는 오조라가의 자매 중에 코사쿠가 처음에 만난 제일의 미소녀 히바리는 사실 남자였던 것이었다.
히바리는 학교에 여자로써 다니고 있고 가족 외에는 그 비밀을 모른다. 게다가 히바리가 코사쿠를 좋아하는 기미를 보여 적극적인 어택을 하고 있다. 히바리가 일으키는 소동에 휘말려서 코사쿠는 매일 매일을 정신없이 보내게 된다.
히바리의 비밀을 알아챈 코엔지 사유리가 그 비밀을 말하지 않는 대가로 코사쿠에게 자신과 데이트 해달라고 요구하는 장면이 다른 사람에게 목격되어 다음날 학교에 소문이 났을 때 작품은 끝나 있다.

## 주요 등장인물
- 오조라 히바리 (성우 : 마지마 사토미)
그녀는 학교의 아이돌인 미소녀이지만 사실 그 정체는 여장남자. 여자의 말투를 쓰고 있으며 코사쿠를 좋아하는 것을 직접적으로 드러내고 있다. 본래 남자라, 괴력을 발휘하기도 한다. 그러나 성격은 천상 여자.
- 사카모토 코사쿠 (성우 : 후루야 토루)
어머니를 잃은 이후 오조라가에서 살게 된 소년. 히바리에게 첫눈에 반했으나, 히바리가 여장남자라는 사실을 알게 된 후에는 멀리 하려고 하나 그러면 그럴수록 히바리와는 더욱더 가까워지고 만다.
- 오조라 츠구미 (성우 : 히라노 후미)
집안일을 맡아서 하는 오조라가의 장녀. 오조라가(家)와는 숙적이었던 가문의 아들과 사귀게 되나 결국 저 쪽 남자가 다른 여자와 결혼하게 되어서 히바리는 그 남자에게 복수하게 된다.
- 오조라 츠바메 (성우 : 이로카와 쿄코)
히바리와 코사쿠와 같은 학교에 다니는 오조라가의 차녀. 히바리보다는 나이가 많다.
- 오조라 스즈메 (성우 : 스즈키 토미코)
오조라가의 삼녀(사녀?)로 소학생이다.
- 오조라 이바리 (성우 : 야나미 죠지)
오조라가의 두목으로 위의 1남 3녀 (4녀?)의 아버지. 화가 나거나 하면 발작을 일으킨다. 이럴 때 애니메이션에서는 꼭 “흰 악어”가 등장하게 된다.